# Южний (Переволоцький район)
Ю́жний (рос. Южный) — хутір у складі Переволоцького району Оренбурзької області, Росія.

## Населення
Населення — 242 особи (2010; 261 у 2002).
Національний склад (станом на 2002 рік):
- росіяни — 52 %
- казахи — 26 %